# 萨沃亚-马尔凯蒂S.72运输轰炸机
萨沃亚-马尔凯蒂S.72是20世纪30年代意大利萨沃亚-马尔切蒂公司研制的三发前三点式起落架上单翼运输机/重型轰炸机。
作为重型轰炸机设计，1934年首飞。是更早的萨沃亚-马尔切蒂 S.71飞机的放大加强版。是二战前和二战中意大利萨沃亚-马尔凯蒂公司三发重轰炸机/运输机系列的早期型号。

## 使用历史
意大利皇家空军对该机作为重轰炸机或要人专机没有兴趣。1935年在中国做了飞行展示后，原型机作为礼物赠送给蒋介石。中国政府的航空委员会订购了20架飞机。1936年以零件的形式运抵南昌并完成组装6架。交付中国空军第十飞行中队。1937年抗战爆发后，在空袭中损毁2架。其余飞机由于机型较老，不能担当一线作战任务而主要作为运输机使用。

## 技术规格
参考资料：
基本信息
- 長度：19.95米（65英尺5英寸）
- 翼展：29.68米（97英尺5英寸）
- 高度：5.5米（18英尺1英寸）
- 机翼面积：118.50平方（1,275.5平方英尺）
- 空重：6,800（14,991英磅）
- 总重：12,800（28,219英磅）
- 发动机：3台阿尔法·罗密欧许可制造的布里斯托‧飞马（英语：Bristol Pegasus）410 kW (550 hp)活塞发动机，每台410 kW (550 hp)

性能
- 最大速度：295每小時（183英里每小時；159節）
- 航程：2,000（1,243英里；1,080海里）
- 升限：8,000（26,000英尺）

武器

- 最多 6 × 7.7 mm (0.303 in) 航空机枪
- 1 × 20 mm 机炮
- 1,000 kg (2,205 lb)航弹